# Испанско капричио
„Испанско капричио“ (Испанское каприччио, Каприччио на испанские темы, Capriccio espagnol), Op. 34, е музикално произведение, създадено от Николай Римски-Корсаков през 1887 на базата на испански мелодии. Състои се от пет части:
- „Алборада“ („Alborada“), весел и увлекателен танц, който чества изгрева на слънцето („Alborada“ означава „изгрев на слънцето“ на испански).
- „Вариациони“ („Variazioni“) е втората част, която започва с мелодия на хорн и продължава с вариации на мелодията на други инструменти.
- „Алборада“ е третата част на „Испанско капричио“ и представя същия танц от първата част. Двете части са почти еднакви, но третата има различна инструментация и тоналност.
- „Сена е канто гитано“ („Scena e canto gitano“) започва с пет каденци – първо хорн и тромпет, а после солова цигулка, флейта, кларинет и арфа, изпълнявани в съпровод на различни ударни инструменти. След това частта продължава с танц в три такта, който прелива в петата част.
- „Фанданго астуриано“ („Fandango asturiano“) е петата и последна част на „Испанско капричио“. Това е енергичен танц от испанската област Астурия. Произведението завършва с още по-възторжен израз на „Алборада“.

|  | Тази страница частично или изцяло представлява превод на страницата Capriccio espagnol в Уикипедия на английски. Оригиналният текст, както и този превод, са защитени от Лиценза „Криейтив Комънс – Признание – Споделяне на споделеното“, а за съдържание, създадено преди юни 2009 година – от Лиценза за свободна документация на ГНУ. Прегледайте историята на редакциите на оригиналната страница, както и на преводната страница, за да видите списъка на съавторите. ВАЖНО: Този шаблон се отнася единствено до авторските права върху съдържанието на статията. Добавянето му не отменя изискването да се посочват конкретни източници на твърденията, които да бъдат благонадеждни. |